# 道枝骏佑
道枝骏佑（日语：／ Michieda Shunsuke ，2002年7月25日—），日本男藝人。STARTO ENTERTAINMENT（原傑尼斯事務所）旗下偶像團體「浪花男子」成員。2022年主演電視劇《金田一少年之事件簿》，是史上第五位飾演金田一一的演員。被譽為「千年一遇美少年」。

## 个人简历
昵称是Micchii(みっちー)。官方身高180cm，血型為O型，官方代表色是粉色。在團體的擔當為Ace及Visual。
道枝骏佑的母亲是杰尼斯事务所原偶像男子组合SMAP的歌迷， 而道枝骏佑也是从小听着SMAP和Hey! Say! JUMP的歌曲长大的，因此对杰尼斯事务所充满好感。 道枝骏佑的特长是合气道。
2014年时，因为看了电视剧《金田一少年事件簿N》而对Hey! Say! JUMP的成员山田涼介心怀憧憬，并因此向杰尼斯事务所寄送了简历。 随后在参加了面试并通过之后， 道枝骏佑在2014年11月23日加入杰尼斯事务所，成为一名关西小杰尼斯。 同期加入的还有高桥恭平与长尾谦杜等人。
2015年3月在大阪松竹座举行的演唱会“关西杰尼斯Jr. ‘春假Special Show 2015’”上，道枝骏佑首次登场。 此后，他就成为Sexy Zone和A.B.C-Z的伴舞。
2017年，道枝骏佑出演了4月在日本电视网播出的电视剧《成为母亲》，这是他首度出演电视剧。 同年8月，由他参演的电影《关西杰尼斯Jr.之搞笑明星诞生（関西ジャニーズJr.のお笑いスター誕生!）》上映。
2021年11月12日，以浪花男子成員之一，正式發行CD出道。
2022年3月，憑藉《被擦掉的初戀》獲得第31屆TV LIFE年間電視劇大賞的主演男優賞。4月，首次單獨主演之電視劇為《金田一少年之事件簿》，成為繼堂本剛、松本潤、龜梨和也、山田涼介之後，第五位飾演金田一一的演員，也實現其入社時的目標。
2022年7月29日，道枝骏佑首次主演的電影《即使，這份戀情今晚就會從世界上消失》正式上映。2023年8月，被美國知名《新聞週刊（Newsweek）》日本版雜誌選為世界尊敬的百大日本人之一。

## 演出作品

### 電視劇
主演作品以粗體顯示
| 播出年份 | 播出日期           | 電視台                | 戲劇名稱                                                                | 角色         | 備註                         |
| 2017年   | 4月12日－6月14日   | NTV                   | 成為母親                                                                | 柏崎廣       | 首度出演電視劇               |
| 2017年   | 7月21日            | NTV                   | 我们的勇气 未满都市 2017                                                | 高木         | [ 8 ] [ 9 ]                  |
| 2018年   | 8月6日－8月13日    | 富士電視台            | 絕對零度～未然犯罪潛入搜查～                                            | 岡崎直樹     | Case.05 - 06                 |
| 2019年   | 4月20日－6月22日   | NTV                   | 我的裙子，去哪了？                                                      | 東條正義     |                              |
| 2020年   | 4月19日、6月14日   | ABC電視台、朝日電視台 | 年下彼氏                                                                | 八木篤史、涼 | 第3話、第19話、最終話        |
| 2020年   | 6月18日－7月30日   | 朝日電視台            | BG～身邊警護人～第二季                                                  | 中島小次郎   |                              |
| 2020年   | 10月7日－12月24日  | 東京電視台            | 型男高中                                                                | 牧主税       | 與浪花男子成員共同主演       |
| 2021年   | 1月22日－3月26日   | TBS                   | 我家的故事                                                              | 長田大州     |                              |
| 2021年   | 8月21日            | NTV                   | 第44屆24小時電視特備劇﹔讓學生重啟人生的學校                            | 木之葉陸也   |                              |
| 2021年   | 10月9日－12月18日  | 朝日電視台            | 被擦掉的初戀                                                            | 青木想太     | 與目黑蓮（Snow Man）共同主演 |
| 2022年   | 4月24日－7月3日    | NTV                   | 金田一少年之事件簿                                                      | 金田一一     | 初次單獨主演                 |
| 2023年   | 8月26日            | NTV                   | 第46屆24小時電視特備劇﹔彩虹色粉笔 与智能障礙人士一起走过的小鎮工厂奇迹 | 大森広翔     |                              |
| 2023年   | 10月17日－12月19日 | TBS                   | 我的第二青春                                                            | 小笠原拓     |                              |
| 2024年   | 1月23日－3月19日   | 朝日電視台            | 火星-零的革命-                                                          | 美島零       | 首次担任黄金剧主角           |
| 2025年   | 4月13日－6月15日   | TBS                   | 新聞主播                                                                | 本橋悠介     | [ 10 ]                       |

### 電影
主演作品以粗體顯示
| 播出日期                                   | 名稱                               | 角色                 | 備註          |
| 2017年8月26日                              | 关西杰尼斯Jr.之搞笑明星诞生        | 高滨优辅（少年时代） | [ 11 ] [ 12 ] |
| 2020年11月6日                              | 461個便當                          | 鈴本虹輝             |               |
| 2021年12月30日                             | 99.9-刑事專門律師-THE MOVIE        | 重盛守               |               |
| 2022年7月29日                              | 即使，這份戀情今晚就會從世界上消失 | 神谷透               | 首度主演電影  |
| 2024年3月14日（台灣） 2024年5月3日（日本） | 青春18×2 通往有你的旅程            | 幸次                 |               |

### 综艺节目

#### 嘉賓出演
| 年份   | 日期    | 電視台     | 節目名稱                  | 備注         |
| 2022年 | 4月21日 | 日本電視台 | ZIP!                      | 與上白石萌歌 |
| 2022年 | 4月21日 | 日本電視台 | バゲット                  | 與上白石萌歌 |
| 2022年 | 4月21日 | 日本電視台 | 已是午間了!               | 與岩崎大昇   |
| 2023年 | 4月29日 | 日本電視台 | 1億3000萬人的SHOW CHANNEL | 與大西流星   |
| 2023年 | 6月8日  | 日本電視台 | 已是午間了!               |              |
| 2023年 | 6月8日  | 日本電視台 | 1億3000萬人的SHOW CHANNEL | 藤原         |

### CM
- SoftBank『青春放題』篇（2019年12月6日 - 2020年）- [13]
- 森永製菓「小枝」（2021年5月11日 - ）（個人CM）
- 健榮製藥「手ピカジェル」『手ピカジェル　持ち歩こう』篇（2021年5月18日 - ）

### 演唱会
- 关西杰尼斯Jr. “春假Special Show 2015”（2015年3月21日－3月31日，大阪松竹座）[1]
- 关西杰尼斯Jr. “X'mas Show 2015”（2015年11月29日 － 12月25日，大阪松竹座）[14]
- 关西杰尼斯Jr. “春假Special Show 2016”（2016年3月31日 － 4月11日，大阪松竹座）[15]
- 关西杰尼斯Jr. “X'mas Show 2016”（2016年11月30日 － 12月25日，大阪松竹座）[16]
- 关西杰尼斯Jr. “X'mas Show 2017”（2017年12月1日 － 25日，大阪松竹座）[17]
- 关西杰尼斯Jr. “春假Special Show 2018”（2018年3月1日 － 24日，大阪松竹座）[18]

### 舞台剧
- 《少年啊 世界的梦想……让孩子们不再认识战争（日语：少年たち (ミュージカル)）》（2015年8月2日 － 26日，大阪松竹座（日语：大阪松竹座））[19]
- 《ANOTHER & Summer Show》（2016年8月2日 － 26日，大阪松竹座）[20]
- 《少年啊 南方的岛屿下雪了（日语：少年たち (ミュージカル)）》（2017年8月2日 － 27日，大阪松竹座）[21]
- 《小屁孩微笑的七种变化 少年KABUKI》（2018年5月4日－6日，国立文乐剧场小厅）[22]
- 《明日疾驰而来 少年啊（日语：少年たち (ミュージカル)）》（2018年8月4日 － 30日，大阪松竹座）[23]
- 《羅密歐與茱麗葉（ロミオとジュリエット）》（2021年3月29日 - 4月18日、4月21日 - 25日、東京地球座、梅田藝術劇場） - 主演・羅密歐（因疫情因素大阪公演中止）

### 其他
- TGC 2020 S/S[24]（2020年2月29日）
- TGC 2020 A/W（2020年9月5日）

### 連載
| 年份 | 期數    | 雜誌             | 備註            |
| ---- | ------- | ---------------- | --------------- |
| 2021 | 12月号  | CHEER            |                 |
| 2022 | Vol.80  | J Movie Magazine |                 |
| 2022 | 3/2号   | テレビライフ     |                 |
| 2022 | 4/26号  | イブニング       |                 |
| 2022 | 4/26号  | 週刊女性自身     |                 |
| 2022 | 4/29号  | ザテレビジョン   |                 |
| 2022 | 4/29号  | TVガイド         | なにわ〇〇男子! |
| 2022 | 5月号   | CanCam           | 特別版          |
| 2022 | 5月号   | Voce             | 特別版          |
| 2022 | 5月号   | MEN’S NON-NO     |                 |
| 2022 | 5月号   | QLAP！           |                 |
| 2022 | No.2299 | nana             |                 |
| 2022 | No.12   | イブニング       |                 |
| 2022 | 6/10号  | テレビライフ     |                 |
| 2022 | 8月号   | mini             |                 |
| 2022 | Vol.44  | キネマ旬報NEXT   |                 |
| 2022 | Vol.84  | J Movie Magazine |                 |

## 獎項
| 年份   | 頒獎典禮                           | 獎項               | 作品                                   | 結果 | 參考 |
| ------ | ---------------------------------- | ------------------ | -------------------------------------- | ---- | ---- |
| 2022年 | 第31回TV LIFE年度日劇大賞          | 主演男優賞         | 《被擦掉的初戀》                       | 獲獎 |      |
| 2022年 | 第26回日刊體育日劇大賞春季日劇票選 | 主演男優賞         | 《金田一少年事件簿》                   | 獲獎 |      |
| 2022年 | 第35回日刊體育電影大獎             | 石原裕次郎新人獎   | 《即使，這份戀情今晚就會從世界上消失》 | 獲獎 |      |
| 2022年 | 第35回日刊體育電影大獎             | 粉絲投票最高演技賞 | 《即使，這份戀情今晚就會從世界上消失》 | 獲獎 |      |
| 2023年 | 第27回日刊體育日劇大賞             | 主演男優賞         | 火星-零的革命-                         | 獲獎 |      |

### 脚注
1. ↑  面试经过详见关西电视台2015年5月5日播出的《承蒙关照！杰尼斯～》。

### 出典
1. 1 2 3 4 5 6 7 8  . スポーツ報知. 2017-03-08  [2017-03-08]. （原始内容存档于2017-03-08）.
2. 1 2 3  . 2016年11月16日: 103.
3. 1 2  道枝駿佑.  (访谈). 2017-04-26  [2017-06-26].  ザテレビジョン. （原始内容存档于2020-11-02）.
4. 1 2  . ザテレビジョン. 2017-06-09  [2017-06-26]. （原始内容存档于2020-05-10）.
5. ↑  . gooテレビ番組. ワイヤーアクション. 2015  [2017-04-04]. （原始内容存档于2017年4月5日）.
6. ↑  . モデルプレス. 2017-08-28  [2018-03-04]. （原始内容存档于2020-12-05）.
7. ↑  .   [2023-08-10]. （原始内容存档于2023-08-10）.
8. ↑  . マイナビニュース. 2017-06-26  [2017-06-26]. （原始内容存档于2017-08-05）.
9. ↑  . 金曜ロードSHOW!特別ドラマ企画『ぼくらの勇気 未満都市2017』. 日本テレビ. 2017  [2017-08-12]. （原始内容存档于2021-02-26）.
10. ↑  . Real Sound. 2025-02-25  [2025-02-25]. 原始内容存档于2025-02-25 （日语）.
11. ↑  . 松竹. 2017  [2017-03-08]. （原始内容存档于2019-05-06）.
12. ↑  . 豆瓣.   [2018-06-06]. （原始内容存档于2022-07-01）.
13. ↑  .   [2021-05-18]. （原始内容存档于2021-11-18）.
14. ↑  . 松竹. 2015  [2017-12-07]. （原始内容存档于2017-03-12）.
15. ↑  . 松竹. 2016  [2017-12-07]. （原始内容存档于2017-03-12）.
16. ↑  . 松竹. 2016  [2017-12-07]. （原始内容存档于2016-11-20）.
17. ↑  . SANSPO.COM. 2017-12-04  [2017-12-07]. （原始内容存档于2020-10-21）.
18. ↑  . スポーツ報知. 2018-03-01  [2018-03-04]. （原始内容存档于2018-03-02）.
19. ↑  . 松竹. 2015-08  [2017-12-07]. （原始内容 (JPEG)存档于2016-06-16）.
20. ↑  . 松竹. 2016  [2017-12-07]. （原始内容存档于2016-06-29）.
21. ↑  . 松竹. 2017-05  [2017-12-07]. （原始内容存档于2017-08-12）.
22. ↑  . nikkansports.com. 2018-05-03  [2018-05-29]. （原始内容存档于2018-08-07）.
23. ↑  . 松竹. 2018  [2018-05-31]. （原始内容存档于2018-05-31）.
24. ↑  .   [2020-10-19]. （原始内容存档于2020-11-02）.